# San Bartolo, Siltepec
San Bartolo är en ort i Mexiko.   Den ligger i kommunen Siltepec och delstaten Chiapas, i den sydöstra delen av landet, 800 km sydost om huvudstaden Mexico City. San Bartolo ligger 1 097 meter över havet och antalet invånare är 157.
Terrängen runt San Bartolo är bergig söderut, men norrut är den kuperad. San Bartolo ligger nere i en dal. Runt San Bartolo är det ganska tätbefolkat, med 78 invånare per kvadratkilometer. Närmaste större samhälle är El Porvenir de Velasco Suárez, 12,8 km sydost om San Bartolo. Omgivningarna runt San Bartolo är en mosaik av jordbruksmark och naturlig växtlighet.